# Meccanismi e desideri semplici
Meccanismi e desideri semplici  è il quarto album del gruppo musicale italiano Devocka, pubblicato dall'etichetta indipendente Dimora Records e distribuito da New Model Label il 30 marzo 2018.

## Il disco
Il disco è stato pubblicato il 30 marzo 2018 da Dimora Records. Registrato e mixato, tra aprile e agosto 2017, al Prefabbicato Denuclearizzato di Occhiobello (Ro) da Fed Nance, che ne ha curato anche la produzione artistica.
Masterizzato a febbraio 2018 da Manuele Fusaroli presso Natural Head Quarter.
In questo disco gli arrangiamenti sono più ricercati, conta molto l'utilizzo di sintetizzatori e drum machine, di echo a nastro su voci e chitarre. Il tutto si mescola alla classica potenza nelle ritmiche e alle reminescenze noise, marchio di fabbrica della band.
I brani di punta del disco sono “Lezione a memoria” e “Siamo già finiti”. Di quest'ultimo brano è stato anche realizzato il video clip (per la regia di Alberto Nemo).

## Testi
I testi sono dello stesso Igor Tosi, eccetto “Nel vortice” di Igor Tosi, Paolo Topa e Manuel C. Rastaldi. “Lezione a memoria” è liberamente ispirato a “Viaggio al termine della notte” di Louis-Ferdinand Céline.

## Copertina
La copertina del disco è curata dall'artista Fabio Selvatici con l’opera “Brace”, mentre all’interno del digipack c’è l'opera “Treason” dello stesso autore.

## Tracce
1. Storia senza nome – 1:59
2. Bestemmia – 2:36
3. Maledetto – 3:29
4. Lezione a memoria – 3:30
5. Questa distinzione – 2:44
6. Un bacio cieco e interminabile – 2:01
7. Siamo già finiti – 3:46
8. Nel vortice – 2:24
9. Ultimatum di un errore – 1:43
10. L'apice del masochismo – 3:17
11. L'imbecille – 4:27

## Formazione
- Fabio Igor Tosi - voce, sintetizzatore
- Alessandro Graziadei - basso
- Ivan Mantovani - batteria, cori
- Matteo Guandalini - chitarra, drum machine, sintetizzatore
- Stefano Selvatici - chitarra live